# Sinclair Executive

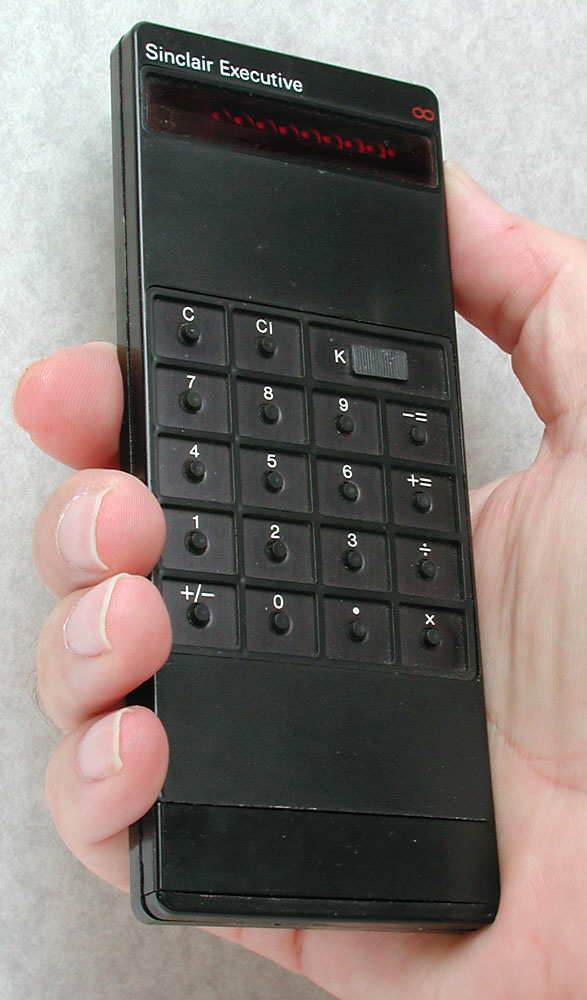
Sinclair Executive

Sinclair Executive fu la prima calcolatrice tascabile . Presentata nell'Agosto 1972 da Clive Sinclair costava 79,95 sterline IVA esclusa.